# Бекасницы
Бека́сницы (лат. Rhagionidae) — семейство насекомых из подотряда короткоусых отряда двукрылых. Включает 756 видов в 47 родах

## Описание
Мухи размером от 2 до 20 мм. Хоботок короткий. Крылья с хорошо заметное птеростигмой. Брюшко удлинённое. Третий сегмент усика не подразделён на кольца, с концевой палочкой или щетинкой на верхней стороне.

## Экология
Имаго большинства видов питаются мелкими насекомыми или нектаром. Представители родов Bolbomyia и Symphoromyia — кровососы. Личинки развиваются в почве и являются хищниками. Личинки некоторых видов Ptiolina и Spania питаются мхами. Личинки рода Chrysopilus обитают в воде.

## Палеонтология
Относятся к числу древнейших Brachycera. Древнейшие представители (роды Gallia, Sinorhagio) известны с триаса, найдены во Франции Китае и Монголии. Возраст находок около 247.2 млн лет.

## Систематика
В составе семейства следующие роды:
- Arthrocerinae Williston, 1887
  - Arthroceras Williston, 1886 — Неарктика, Палеарктика
- Chrysopilinae Bezzi, 1903
  - Chrysopilus Macquart, 1826 — Неарктика, Ориентальная область, Палеарктика, Афротропика, Неотропика
  - † Daohugorhagio Zhang, 2013
  - Dialysis Walker, 1850
  - † Gallia Krzemiński and Krzemińska, 2003
  - † Grimmyia Ansorge, 1996
  - † Jersambromyia Grimaldi and Cumming, 1999
  - † Jurabrachyceron Kovalev, 1981
  - † Kubekovia Kovalev, 1985
  - † Lebanoleptis Angelini et al., 2016
  - † Liassobrachyceron Krzemiński and Ansorge, 2005
  - † Lithorhagio Zhang and Li, 2012
  - † Longhuaia Hong 1992
  - † Mesobolbomyia Grimaldi and Cumming, 1999
  - † Novelaria Solórzano Kraemer and Nel, 2009
  - † Oiobrachyceron Ren, 1998
  - † Orsobrachyceron Ren, 1998
  - † Palaeoarthroteles Kovalev and Mostovski, 1997
  - † Palaeobolbomyia Kovalev, 1982
  - † Palaeobrachyceron Kovalev, 1981
  - † Palaeostratiomyia Rohdendorf, 1938
  - † Paleochrysopilus Grimaldi and Cumming, 1999
  - † Parachrysopilus Zhang, 2013
  - † Protorhagio Rohdendorf, 1938
  - † Pseudopetia Zhang, 1987
  - † Pseudosimulium Handlirsch, 1906
  - Spatulina Szilády, 1934 — Палеарктика
  - Stylospania Frey, 1954 — Филиппины
  - Schizella Bezzi, 1926 — Филиппины

- Rhagioninae Latreille, 1802
  - † Achrysopilus Zhang et al., 2008
  - Arthroteles Bezzi, 1926 — Афротропика
  - Atherimorpha White, 1914 — Австралазия, Неотропика, Афротропика
  - Desmomyia Brunetti, 1912 — Ориентальная область, Палеарктика
  - † Ptiolinites Kovalev, 1986
  - Rhagio Fabricius, 1775 — Неарктика, Палеарктика
  - † Rhagiophryne Rohdendorf, 1964
  - † Scelorhagio Zhang et al., 1993
  - † Simulidium Westwood, 1854
  - † Sinorhagio Zhang et al., 2006
  - Sierramyia Kerr, 2010

- Spaniinae Frey, 1955
  - Litoleptis Chillcott, 1963 — Ориентальная область, Неарктика, Неотропика
  - Omphalophora Becker, 1900 — Неарктика, Палеарктика
  - Ptiolina Staeger in Zetterstedt, 1842 — Неарктика, Палеарктика
  - Spania Meigen, 1830 — Неарктика, Палеарктика
  - Spaniopsis Senior-White, 1914 — Австралазия
  - Symphoromyia Frauenfeld, 1867 — Неарктика, Палеарктика
  - † Taschigatra Mostovski and Jarzembowski, 2000
  - † Trichorhagio Zhang, 2013
  - † Zarzia Zaitzev, 1986
- inserte sedis
  - Alloleptis Nagotomi & Saigusa in Nagatomi, 1982 — Сулавеси